# Zakościele (Tomaszów Mazowiecki)
Pour les articles homonymes, voir Zakościele.
Zakościele est une localité polonaise de la gmina d'Inowłódz, située dans le powiat de Tomaszów Mazowiecki en voïvodie de Łódź.